# Ryan Merriman
Ryan Earl Merriman (10 april 1983) is een Amerikaans acteur.

## Biografie
Merriman werd geboren in Choctaw (Oklahoma), is de zoon van Earl en Nona Merriman en heeft een zus, Monika. Zijn vader komt uit Duitsland, zijn moeder is half Engels en half Schots.
Hij is getrouwd in 2004 met Micol Duncan, zijn vriendinnetje van het (hoge) middelbare onderwijs.
Ryan begon zijn carrière als kind, acterend in reclamespotjes en het theater. Hij werd al opgemerkt in 1993: Hij was toen te zien in de televisieserie The Mommies. Toch werd hij pas jaren later echt beroemd.
Van 1997 tot 2002 speelde hij in een aanzienlijke reeks televisiefilms zoals The Pretender (serie), een Amerikaanse dramaserie die op de Amerikaanse tv werd uitgezonden van 1996 tot 2000. Hij speelde hierin de jonge versie van Jarod. 
Hij was in 2002 te zien in de bioscoopfilm Halloween: Resurrection. Sindsdien speelt hij vooral in grote films en is tegenwoordig bezig met de film Home of the Giants en miniserie Comanche Moon.

## Filmografie (selectie)
- 1996 – 2000: The Pretender (serie)
- 1997: What's Right with America
- 1998: Everything That Rises
- 1999: Lansky
- 1999: Night Ride Home
- 1999: Smart House
- 1999: Just Looking
- 1999:The Deep End of the Ocean
- 2000: Rocket's Red Glare (The Mercury Project)
- 2001: Luck of the Irish
- 2001: serie: Touched by an Angel, episode "Visions of Thy Father"
- 2001: Dangerous Child
- 2002:Halloween: Resurrection
- 2002:A Ring of Endless Light
- 2002:Taken: episode "Acid Test" & "Charlie and Lisa"
- 2003: Veritas: The Quest (serie)
- 2003: Spin
- 2004: Smallville: episode "Velocity"
- 2005: The Colt
- 2005: Rings (short film)
- 2005:The Ring Two
- 2006:Final Destination 3
- 2007: Home of the Giants
- 2008: Comanche Moon
- 2008: Backwoods
- 2009: Wild Cherry
- 2009: The 5th Quarter
- 2010 - 2014: Pretty Little Liars

- Bibliothèque nationale de France: cb169604079 (data)
- Gemeinsame Normdatei: 1156559626
- International Standard Name Identifier: 0000 0000 3922 1311
- Library of Congress Control Number: no00101035
- Nationale Bibliotheek van Tsjechië: xx0325354
- Virtual International Authority File: 66023751
- WorldCat: E39PBJcKQ3FjJ3pRMYDTwb6qcP